# Stade Helmántico de Salamanque
Le stade Helmántico (en espagnol : Estadio Helmántico) est un stade de football situé à Salamanque. L'équipe du Salamanca CF UDS jouant en Tercera División RFEF.

## Histoire
Le stade a une capacité de 17 341 places. Ce stade dispose également d'un mini-stade où s'entraîne l'équipe ainsi que des piscine et des courts de tennis.
Le 8 septembre 1988, le Cubain Javier Sotomayor y améliore le record du monde du saut en hauteur avec 2,43 m. Il établit l'actuel record du monde le 27 juillet 1993 dans ce même stade Helmántico, avec 2,45 m.